# Campolide
Campolide es una freguesia portuguesa del municipio de Lisboa, con 2,79 km² de área y 15 927 habitantes (2001). La densidad poblacional asciende a 5 709,0 hab/km². Se encuentra en el centro urbano de la capital, al Oeste de Avenidas Novas, al Norte de Campo de Ourique al Este de Benfica y al Sur de São Domingos de Benfica.

## Historia
Fue escenario de una cruenta batalla el 5 de septiembre de 1833 durante la guerra civil portuguesa entre liberales y absolutistas, cuando las fuerzas de Dom Miguel I atacaron a las de Dom Pedro IV,dado el intento de Dom Pedro de recuperar el control de Portugal, en manos de su hermano. 

## Sucesos
El 7 de agosto tuvo lugar una mediática tentativa de robo en una sucursal del Banco Espírito Santo, que se encontraba en el barro. Los asaltantes fueron dos varones brasileños, que retuvieron como rehenes a seis personas. La eficaz intervención del Grupo de Operaciones Especiales impidió el robo. Uno de los asaltantes fue abatido a tiros, el otro quedó herido. Los rehenes fueron liberados sanos y salvos.

## Demografía
| Gráfica de evolución demográfica de Campolide entre 2011 y 2021 |
|                                                                 |
| Datos según el nomenclátor publicado por el INE portugués.      |

## Patrimonio
- Aqueduto das Águas Livres, cuyos arcos pasan por los siguientes lugares (concejo de Lisboa: freguesias de Benfica, São Domingos de Benfica, Campolide, São Sebastião da Pedreira, Santo Condestável, Prazeres, Santa Isabel, Lapa, Santos-o-Velho, São Mamede, Mercês)
- Escadaria do antigo Colégio Jesuita (escalera del antiguo colegio jesuita), en Campolide, donde estuvo instalado el Batallón de Cazadores número 5.
- Capilla del antiguo edificio del Colégio de Campolide da Companhia de Jesus (Colegio de Campolide de la Compañía de Jesús).